# Julio Lacarte Muró

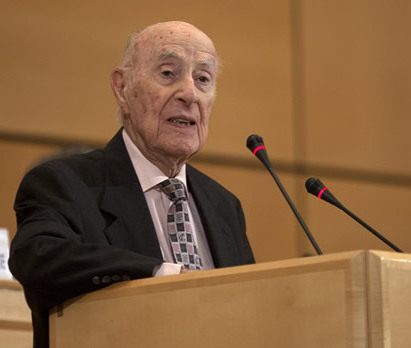
Julio Lacarte Muró (2014)

Julio Antonio Lacarte Muró (* 29. März 1918 in Montevideo; † 4. März 2016) war ein uruguayischer Diplomat und Politiker der Partido Colorado, der unter anderem 1967 kurze Zeit Minister für Industrie und Handel war. Er war außerdem Mitglied des Appellate Body der WTO.

## Leben
Lacarte Muró trat in den diplomatischen Dienst ein und befasste sich in der Folgezeit mit Themen wie dem Allgemeinen Zoll- und Handelsabkommen (GATT), deren stellvertretender Exekutivsekretär er von 1947 bis 1948 war, und der Organisation Amerikanischer Staaten (OAS). 1951 wurde er Botschafter in Ecuador und verblieb bis 1954 auf diesem Posten. Anschließend wurde er am 21. April 1954 Botschafter in Bolivien und verblieb dort bis zum 24. September 1956, woraufhin am 13. Dezember 1956 Hugo V. De Pena seine dortige Nachfolge antrat. Er selbst übernahm am 24. September 1956 von José Mora Otero den Posten als Botschafter in den Vereinigten Staaten. Diese Funktion bekleidete er, bis er am 16. Februar 1960 durch Carlos Alberto Clulow abgelöst wurde. Er selbst wiederum löste Clulow am 19. Februar 1960 als Botschafter in der Bundesrepublik Deutschland ab und bekleidete dieses Botschafteramt bis zum 1. März 1967, woraufhin er am 25. Juli 1967 durch Marcos Brondi abgelöst wurde. Zugleich fungierte er von 1961 bis 1966 als Ständiger Vertreter beim GATT.
Nach dem Ende der Amtszeit des Nationalen Regierungsrates (Consejo Nacional de Gobierno) wurde Lacarte Muró am 1. März 1967 von Präsident Óscar Diego Gestido als Minister für Industrie und Handel (Ministro de Industria y Comercio) in dessen Kabinett berufen und bekleidete dieses Ministeramt bis zu seiner Ablösung durch Zelmar Michelini am 27. Juni 1967. Anschließend übernahm er von Conrado Sáez 1967 den Posten als Präsident des nationalen Fußballverbandes AUF (Asociación Uruguaya de Fútbol) und übte diese Funktion bis 1969 aus, ehe Américo Gil 1970 die Nachfolge antrat. Zugleich wurde er am 5. Januar 1968 Nachfolger von Aureliano Aguirre als Botschafter in Argentinien. Diesen Botschafterposten hatte er bis zu seiner Ablösung durch Adolfo Folle Martínez am 20. Juli 1971 inne.
Nach darauf folgenden Verwendungen als Botschafter in Indien, Japan und Thailand fungierte Lacarte Muró zwischen 1982 und 1992 abermals als Ständiger Vertreter beim GATT. Zuletzt war er zwischen 1995 und 2001 Mitglied des Appellate Body, der Rechtsmittelinstanz der Welthandelsorganisation (WTO) sowie 2005 Präsident der Nationalen Handels- und Dienstleistungskammer (Cámara Nacional de Comercio y Servicios del Uruguay).